# Rjavi čmrlj
Rjavi čmrlj, v preteklosti imenovan njivski čmrlj (znanstveno ime Bombus pascuorum) je vrsta čmrljev, ki je razširjena skoraj po celi Evropi.

## Opis
Rjavi čmrlj je na videz zelo podoben maharskemu čmrlju (Bombus muscorum), katerega ponekod celo izrinja iz naravnega okolja. Oprsje rjavega čmrlja je lahko rumenkasto ali rdečkasto rjave barve. Dlačice na prvih štirih členih zadka so sive barve, dlačice na petem in šestem tergumu pa so rumenkasto ali rdečkasto rjave.
Matica je dolga od 15 do 18 mm, medtem ko so delavke manjše in merijo v dolžino med 9 in 15 mm. Troti so običajno dolgi med 12 in 14 mm. Matice imajo premer kril med 28 in 32 mm, delavke med 24 in 27 mm ter troti med 24 in 27 mm.
Rjavi čmrlj ima srednje dolgo glavo, jeziček pa ima dolg v primerjavi z drugimi vrstami čmrljev. Matica ima jeziček dolg med 13 in 15 mm, delavka med 12 in 13 mm, trot pa med 10 in 11 mm.

## Življenjski cikel
Matice rjavega čmrlja se začnejo pojavljati v začetku aprila do sredine maja, delavke pa konec aprila in v začetku maja in se na travnikih zadržujejo do sredine oktobra. Mlade matice in troti se začnejo pojavljati v naravi od sredine avgusta in letajo do konca oktobra. Med iskanjem primernega mesta za gnezdo matice nizko preletavajo primerna okolja in raziskujejo različne odprtine v zemlji, pa tudi v odmrlem lesu in med travo. Gnezda lahko najdemo tako pod zemljo kot tudi nad tlemi, narejena pa so iz mahu in travnih bilk, spletenih v votle krogle, katerih stene so delno prekrite z voskom. Znotraj tega gnezda matica in delavke ustvarijo posodico iz rjavkastega voska, premera približno 5 mm, ki jo napolnijo s cvetnim prahom. Matica v to posodico izleže med 5 in 15 jajčec ter jo zadela. Zaradi nizkih temperatur, ki so običajno v tistem času, mora matica gnezdo ogrevati. Tako lahko sama vzdržuje temperaturo gnezda 20 °C nad temperaturo okolja. Znotraj gnezda delavke ustvarijo tudi drugo posodico, ki je visoka približno 20 mm. Vanjo nanosijo medičino, ki predstavlja vir hrane v primeru dolgotrajnega slabega vremena. Ličinke se izvalijo po treh do petih dneh in se začnejo hraniti s cvetnim prahom znotraj posodice. Po približno enem tednu dosežejo polno velikost in se razvijejo v odrasle osebke. Prve se izležejo delavke, ki so zaradi slabše oskrbe s cvetnim prahom majhne. Dosežejo le polovico velikosti matice in nimajo reproduktivnih organov. Delavke, ki se izležejo kasneje so večje, njihov glavni namen pa je hraniti matico, ki gnezda ne zapusti več. Avgusta se razvijejo nove matice, iz neoplojenih jajčec pa se v istem času izležejo troti.
Približno v tem času je gnezdo najbolj poseljeno in tudi največje. V premeru lahko meri med 15 in 20 cm, v njem pa živi med 60 in 150 osebkov. Kmalu po tem, običajno septembra, matica umre, kmalu za njo pa skoraj celotna populacija. Včasih posamezni osebki preživijo do konca oktobra ali sredine novembra. Samice, ki so se izlegle zadnje se takrat parijo s troti, nato pa si poiščejo primerno mesto za zimsko hibernacijo.